# Квінсі Овусу-Абеє
Квінсі Овусу-Абеє (англ. Quincy Owusu-Abeyie, нар. 15 квітня 1986, Амстердам) — ганський футболіст, фланговий півзахисник, виступав за національну збірну Гани.

## Клубна кар'єра
Народився 15 квітня 1986 року в місті Амстердам. Вихованець юнацьких команд футбольних клубів «Аякс» та «Арсенал».
У дорослому футболі дебютував 2003 року виступами за команду клубу «Арсенал», в якій провів три сезони, взявши участь лише у 5 матчах чемпіонату.
Згодом з 2006 по 2012 рік грав у складі команд клубів «Спартак» (Москва), «Сельта», «Бірмінгем Сіті», «Кардіфф Сіті», «Спартак» (Москва), «Портсмут», «Аль-Садд» та «Малага».
До складу клубу «Панатінаїкос» приєднався 2012 року. Відіграв за клуб з Афін 39 матчів в національному чемпіонаті.

## Виступи за збірні
Протягом 2000–2006 років залучався до складу молодіжної збірної Нідерландів. На молодіжному рівні зіграв у 8 офіційних матчах, забив 3 голи.
2008 року дебютував в офіційних матчах у складі національної збірної Гани. Наразі провів у формі головної команди країни 18 матчів, забивши 2 голи.
У складі збірної був учасником Кубка африканських націй 2008 року у Гані, на якому команда здобула бронзові нагороди, та чемпіонату світу 2010 року у ПАР.

## Титули і досягнення
- Бронзовий призер Кубка африканських націй: 2008